# Dichorisandra reginae
Dichorisandra reginae là một loài thực vật có hoa trong họ Commelinaceae. Loài này được (L.Linden & Rodigas) H.E.Moore mô tả khoa học đầu tiên năm 1957.